# Graphoderus bilineatus
Il Ditisco a due fasce (Graphoderus bilineatus, De Geer 1774) è una specie appartenente alla famiglia dei Dytiscidae, dell'ordine dei Coleoptera.  una specie inserita come "Vulnerabile" (aggiornamento del 1996) nella Red List dell'IUCN (International Union for Conservation of Nature and Natural Resources). Dichiarata presente in Austria, Bosnia ed Erzegovina, Repubblica Ceca, Danimarca, Finlandia, Francia, Germania, Ungheria, Italia, Lettonia, Lussemburgo, Montenegro, Paesi Bassi, Norvegia, Polonia, Russia, Serbia, Slovacchia, Svizzera, Turkmenistan, Ucraina; vi è possibilità che sia estinta in Belgio e si ha certezza di estinzione regionale in Gran Bretagna.

## Caratteri distintivi
Gli esemplari adulti hanno una lunghezza che varia dai 14 ai 16 millimetri di forma discoidale appiattita. È schiacciato in direzione dorso-ventrale con la parte posteriore del corpo leggermente dilatata. Presenta il dorso lucido e liscio, in particolare le elitre hanno un colore scuro tendente al marrone e dall'effetto marmoreo distribuito in modo uniforme su tutta la superficie. Sul capo si osserva una linea scura a forma di falce, con la parte concava rivolta verso il basso, in posizione frontale e due macchie quadrate unite da una linea sottile subito dietro gli occhi. Il pronoto è delimitato, nei tratti marginali anteriori e posteriori, da due fasce sottili di colore nero. I maschi in generale presentano caratteristiche comuni alla sottofamiglia dei Dytiscinae, come le zampe provviste di setole nella parte ventrale e di forma rotondeggiante, con funzione natatoria.
In Italia esistono altre tre specie appartenenti al genere Graphoderus, con le quali si rischia di fare confusione perché molto simili tra loro: il Graphoderus cinereus(Linnaeus, 1758), il Graphoderus austriacus(Sturm, 1834) e il Graphoderus zonatus. Il G. bilineatus si distingue dalle precedenti perché ha la banda giallo chiaro del pronoto 2-3 volte più larga delle fasce nere che delimitano i margini anteriore e posteriore.

## Habitat e distribuzione
Il Ditisco è un coleottero di ambienti d'acqua dolce caratterizzati da acque lentiche e presenza di vegetazione ripariale. Preferisce grandi stagni prevalentemente profondi con abbondante vegetazione sulle rive e talvolta anche torbiere. Lo si ritrova sia in aree a livello del mare che in aree montane. Questa grande distribuzione gli ha offerto una maggiore possibilità di trovare riparo in nicchie meno minacciate.
Il G. BIlineatus è minacciato prevalentemente dall'attività antropica; dall'introduzione di specie alloctone come il Gambero della Luisiana; e dal pascolo non controllato sulla vegetazione ripariale degli stagni.

## Biologia
Il G. bilineatus è una specie bivoltina e cioè si sviluppano due generazioni durante il periodo di attività. Per il Ditisco questo periodo comprende tutta la primavera e l'estate. A svernare sono gli adulti della seconda generazione anche se ci sono delle eccezioni. Ci sono note contrastanti per quanto riguarda l'alimentazione: secondo alcuni autori sia gli adulti che le larve sono predatori attivi e necrofagi, mentre per altri sono sedentari e fitofagi.

### Uova
Hanno forma cilindrica di circa 2 millimetri di diametro, di colore biancastro. Si trovano a piccoli gruppi inseriti dentro gli steli delle piante acquatiche, subito sotto la superficie dell'acqua.

### Larve e pupe
La larva si sviluppa entro due mesi, a volte due mesi e mezzo, dalla deposizione. Prima dello stadio di pupa, la larva cerca terreno soffice o detriti vegetali sotto cui passare le successive due settimane. Spesso le si trova sotterrate al riparo di una roccia o di un pezzo di legno. L'adulto appena formato rimane nascosto nel terreno per alcuni giorni finché il tegumento non si sarà indurito abbastanza.

### Adulti
Hanno vita acquatica. Spesso si ritrovano entrambe le generazioni durante gli ultimi mesi estivi, ma saranno prevalentemente gli adulti della seconda a svernare. Durante l'inverno si nascondono sulle piante acquatiche a ridosso dell'acqua. La particolarità dell'adulto è che può conservare uno strato d'aria sotto le elitre per lunghi periodi di immersione.

## Conservazione
Essendo dichiarata "Vulnerabile" dalla IUCN, la specie viene inclusa negli allegati II e IV della Direttiva Habitat 92/43/CEE. L'allegato II racchiude tutte le specie che sono considerate di interesse comunitario e che richiedono la designazione di zone speciali di conservazione. Mentre l'allegato IV racchiude specie sempre di interesse comunitario, ma che richiedono una protezione rigorosa.
È inserita all'Appendice II, del Trattato numero 104, della Convenzione di Berna(1979). L'Appendice II racchiude tutte le specie che richiedono una protezione rigorosa.